# 天鵝群島 (福克蘭群島)

天鵝群島是英國海外領土福克蘭群島的群島，位於大馬爾維納島和索萊達島之間的聖卡洛斯海峽，由3座島嶼組成，島上無人居住。
51°47′33″S 59°35′03″W / 51.79250°S 59.58417°W